# Батарейки не додаються
«Батарейки не додаються» (англ. Batteries not included) — американська фантастична комедія 1987 року.

## Сюжет
Будівельна компанія намагається знести старий будинок, щоб побудувати новий хмарочос. Але деякі мешканці ні за що на світі не хочуть виселятися зі своїх квартир. Найняті бандити починають залякувати людей. На допомогу мешканцям прилітають маленькі роботи-іншопланетяни.

## У ролях
| Актор            | Роль             |
| ---------------- | ---------------- |
| Г'юм Кронін      | Френк Райлі      |
| Джессіка Тенді   | Фей Райлі        |
| Френк Макрей     | Гаррі Ноубл      |
| Елізабет Пенья   | Маріса Естевал   |
| Майкл Карміні    | Карлос           |
| Денніс Буцікаріс | Мейсон Бейлор    |
| Том Елдрідж      | Сід Гогенсон     |
| Джейн Гоффман    | Мюріель Гогенсон |
| Джон ДіСанті     | Гус              |
| Джон Пенкоу      | Ковач            |
| Макінтайр Діксон | ДеВітт           |
| Майкл Грін       | Лейсі            |
| Доріс Белак      | місіс Томпсон    |
| Венді Шаал       | Памела           |